# Изумителният Морис и неговите образовани гризачи (филм)
„Изумителният Морис и неговите образовани гризачи“ (на английски: The Amazing Maurice) е немско-британска компютърна анимация от 2022 г. на режисьорите Тоби Генкел и Флориан Уестърман, и е базиран на книгата „Изумителният Морис и неговите образовани гризачи“, написан от Тери Пратчет през 2001 г. Озвучаващия състав се състои от Хю Лори, Емилия Кларк, Дейвид Тюлис, Химеш Пател, Джема Артъртън, Хю Боневил и Дейвид Тенант.

## Актьорски състав
- Хю Лори – Морис
- Емилия Кларк – Злобина
- Дейвид Тюлис – Шефът
- Химеш Пател – Кийт
- Джема Артъртън – Пийчъс
- Хю Боневил – Кметът
- Дейвид Тенант – Бийнс
- Роб Брайдън – Свирачът
- Питър Серафинович – Смъртта

## В България
В България филмът ще бъде пуснат по кината на 10 март 2023 г. от „Би Ти Ви Студиос“. Дублажът е нахсинхронен в Андарта Студио.